# 川久保鎮馬
川久保 鎮馬（かわくぼ しずま、1891年（明治24年）1月24日 - 1979年（昭和54年）5月7日）は、大日本帝国陸軍軍人。最終階級は陸軍中将。旧姓は綾部。功四級。

## 経歴
1891年（明治24年）に東京府で生まれた。陸軍士官学校第27期、陸軍大学校第40期卒業。1938年（昭和13年）7月15日に陸軍歩兵大佐進級と同時に留守第9師団参謀長に着任し、1939年（昭和14年）7月に歩兵第35連隊長に転じた。1940年（昭和15年）9月に第15師団参謀長（第13軍）に就任し、中国戦線に出動した。
1942年（昭和17年）8月に陸軍少将に進級し、1943年（昭和18年）3月に第6歩兵団長（第17軍・第6師団）に就任。ブーゲンビル島に出征し、同島の守備に任じた。同年6月21日に第8方面軍司令部附となり、1944年（昭和19年）2月に第51歩兵団長（第18軍・第51師団）に就任し、1945年（昭和20年）4月30日に陸軍中将に進級。ニューギニア戦線に出征したが、終戦まで悪戦苦闘の連続であった。
1947年（昭和22年）11月28日、公職追放仮指定を受けた。